# Итиреду
Итирѐду (на италиански: Ittireddu; на сардински: Itireddu) е село и община в Южна Италия, провинция Сасари, автономен регион и остров Сардиния. Разположено е на 313 m надморска височина. Населението на общината е 583 души (към 2010 г.).